# Ешань-Їський автономний повіт
24°10′23″ пн. ш. 102°24′15″ сх. д. / 24.17305° пн. ш. 102.40416° сх. д.
Ешань-Їський автономний повіт (кит. 峨山彝族自治县, пін. Éshān Yízú Zìzhìxiàn) — один із повітів КНР у складі префектури Юйсі, провінція Юньнань. Адміністративний центр — містечко Шуанцзян.

## Географія
Ешань-Їський автономний повіт лежить у центрі префектури у межах Юньнань-Гуйчжоуського плато.

### Клімат
Повіт знаходиться у зоні, котра характеризується океанічним кліматом субтропічних нагір'їв. Найтепліший місяць — червень із середньою температурою 21,5 °C. Найхолодніший місяць — січень, із середньою температурою 9,1 °С.
| Клімат повіту Ешань-Ї   | Клімат повіту Ешань-Ї | Клімат повіту Ешань-Ї | Клімат повіту Ешань-Ї | Клімат повіту Ешань-Ї | Клімат повіту Ешань-Ї | Клімат повіту Ешань-Ї | Клімат повіту Ешань-Ї | Клімат повіту Ешань-Ї | Клімат повіту Ешань-Ї | Клімат повіту Ешань-Ї | Клімат повіту Ешань-Ї | Клімат повіту Ешань-Ї | Клімат повіту Ешань-Ї |
| Показник                | Січ.                  | Лют.                  | Бер.                  | Квіт.                 | Трав.                 | Черв.                 | Лип.                  | Серп.                 | Вер.                  | Жовт.                 | Лист.                 | Груд.                 | Рік                   |
| Середній максимум, °C   | 17,7                  | 20                    | 23,3                  | 26,2                  | 26,5                  | 26,6                  | 26,3                  | 26,6                  | 25,3                  | 23,0                  | 19,9                  | 17,2                  | 23,2                  |
| Середня температура, °C | 9,1                   | 10,8                  | 14                    | 17,6                  | 20,2                  | 21,5                  | 21,2                  | 20,7                  | 19,5                  | 17,1                  | 12,9                  | 9,4                   | 16,2                  |
| Середній мінімум, °C    | 2,9                   | 3,6                   | 6,5                   | 10,4                  | 15                    | 17,7                  | 17,9                  | 17,2                  | 15,9                  | 13,5                  | 8,5                   | 4,4                   | 11,1                  |
| Норма опадів, мм        | 16.8                  | 20.5                  | 22.6                  | 43.1                  | 95.2                  | 138.6                 | 178.2                 | 163.4                 | 99.2                  | 81.3                  | 49.7                  | 16.8                  | 925.4                 |
| Вологість повітря, %    | 78                    | 73                    | 68                    | 67                    | 72                    | 80                    | 85                    | 85                    | 83                    | 83                    | 82                    | 82                    | 78.2                  |
| ----------------------- | --------------------- | --------------------- | --------------------- | --------------------- | --------------------- | --------------------- | --------------------- | --------------------- | --------------------- | --------------------- | --------------------- | --------------------- | --------------------- |
| Джерело: data.cma.cn    |                       |                       |                       |                       |                       |                       |                       |                       |                       |                       |                       |                       |                       |